# Ben Sisario
Ben Sisario je americký akademik, spisovatel a novinář.

## Kariéra
Sisario je zaměstnancem novin The New York Times, pro které píše o kultuře a zejména hudbě. Sisario je autorem knihy Doolittle (2006) ze série 33⅓ o hudebním albu Doolittle americké alternativní rockové kapely Pixies.
Sisario je dále přispěvatelem magazínů jako Blender, New York, Rolling Stone, Spin, newyorské veřejnoprávní rozhlasové stanice WFUV a přispívá též do každoroční ankety Rock & Jop týdeníku Village Voice.
Je členem fakulty Tischovy školy umění na Newyorské univerzitě, kde působí v instruktážních kurzech o rockové hudbě v historickém kontextu a o psaní o populární hudbě.